# Александър Балабанов
Александър Михайлов Балабанов е виден български литературовед, преводач и критик, дългогодишен преподавател в Софийския университет „Свети Климент Охридски“ и член на Македонския научен институт. Изпълнител на важни мисии, възлагани му от Вътрешната македонска революционна организация, с цел привличане на вниманието на европейските общности към българите в македонските земи.

## Биография
Роден е на 18 януари 1879 г. стар стил (30 януари 1879 г. нов стил) в град Щип, тогава в Османската империя, днес в Северна Македония, в семейството на Михаил Георгиев Балабанян, арменец от Мала Азия и Екатерина Арсова Печеникова. Гимназиалното си образование младият Балабанов получава в София, а след това следва класическа филология в Лайпциг и Ерланген, Германия, като завършва в 1904 година. С изследвания на езика и литературата е свързан и неговият професионален път. Александър Балабанов е преподавател и основател на катедрата по класическа филология в Софийския университет „Св. Климент Охридски“. Превежда класически съчинения от старогръцки и латински, в това число и на части от „Илиада“ и „Одисея“. Той е и един от най-известните преводачи на Гьотевия „Фауст“, преводът му е първият в стихове в България.
Значителна част от неговата професионална дейност е посветена на списването на периодични издания. Сред тях се открояват имената на вестник „Време“ (1908) и списание „Художник“ (1905 – 1909), на които той е редактор. Основател и редактор е и на седмичника „Развигор“ (1921 – 1927), който е първият литературен вестник в България.
Сред литературните му произведения се откроява поемата „Бурени“. Голяма част от стиховете, научните изследвания и статиите на Александър Балабанов са пръснати из различни вестници и списания. Опит за събирането на част от тях прави верният му ученик проф. Тодор Боров – „Студии, статии, рецензии, спомени“ (1973). В спомените си „И аз на тоя свят...“ (1. изд. 1979, 2. изд. 1985) Балабанов разкрива широко платно на положението на българите, от двете страни на западната ни граница.
Проф. Балабанов е бил прочут меценат на младите дарования, сред които са: Д. Б. Митов, издател на вестник „Литературен глас“, Тодор Боров, най-големият български библиограф, директор и строител на сградата на Народната библиотека в София, и др. Най-впечатляващото му откритие обаче е писателката Яна Язова. Балабанов е прототип на главните герои в романите ѝ „Ана Дюлгерова“ (1936), „Капитан“ (1940) и „Соления залив“ (2003), а на него са посветени първата ѝ стихосбирка „Язове“ (1931) и романът ѝ „Александър Македонски“ (2004). Част от писмата, разменени между Балабанов и Язова, са публикувани в книгата „Мойра“ (1996) и в „Пролетта на Мо: ранните писма на Яна Язова до Александър Балабанов“ (2010)..
Професор Балабанов е и един от най-дейните радетели за запазване на правилния и чист български език и посвещава редица статии по темата, най-известната сред които е „Слепите граматици“.
Дейността на Александър Балабанов е обвързана и със съдбата на българските земи, останали извън пределите на страната след решенията на Берлинския конгрес от 1878 година.
Той често изпълнява мисии, възложени му от ВМРО, чиято цел е привличането на европейското внимание към проблемите на българите в Македония и Тракия.
След злощастния за България край на Междусъюзническата война в 1913 година Балабанов участва в опита за уния на Националния съюз като подходяща форма за съпротива срещу сърбизирането и елинизирането на българите в Македония. Оглавява специална делегация, която от името на македонските българи води преговори за уния с чуждестранни представители. На 2 август делегацията се среща с австро-унгарския пълномощен министър граф Адам Тарновски и заявява, че македонските българи, предвид тежкото си положение, са готови да преминат към католицизма, за да се запазят народностно.
Същият месец Централният комитет на ВМОРО упълномощава проф. Александър Балабанов, проф. Иван Георгов и Тодор Павлов да посетят европейските столици, за да могат да запознаят властите и общественото мнение с положението на българското население под сръбска и гръцка власт и да пропагандират идеята за даване на автономия на Македония. Тримата посещават Санкт Петербург, Виена, Берлин и Лондон, свързват се с местни политически кръгове и посещението на делегацията е отразено в печата. Във Виена е организиран митинг на 22 август, ръководен от Леополд Мондъл, на който се приема резолюция, апелираща към Великите сили да се застъпят за премахване на Букурещката неправда. На митинга Балабанов заявява:
| „ | Няма да престанем да искаме пълна автономия за българите в Македония, в противен случай не ще има мир на Балканите. | “ |

Делегацията е приета от външния министър граф Леополд Берхтолд, който им обещава, че австро-унгарското правителство ще съдейства за ревизия на Букурещкия договор. Френският пълномощен министър в София Панфю обаче им заявява: „Автономията беше възможна веднага след Люлебургаския бой. Сега чия войска ще изгони Сърбия и Гърция от Македония.“
Заедно с Любомир Милетич, Димитър Точков и Петър Кушев през 1915 г. обикалят европейските столици, където сондират мненията по въпроса за разрешаването на Македонския въпрос. До края на Първата световна война остават ангажирани с пропагандиране на българската гледна точка. Член-учредител е на Македонския научен институт. За отличия и заслуги през войната е награден с народен орден „За гражданска заслуга“, V степен. Близкото му приятелство с цар Борис III го улеснява в мисията му темата за българите в Македония да не бъде пренебрегвана.
Жизненият път на Александър Балабанов завършва на 30 ноември 1955 г. в София.

## Памет
На Александър Балабанов е наречена улица в квартал „Витоша“ в София (Карта).